# Grace Curzon, Marchioness Curzon of Kedleston

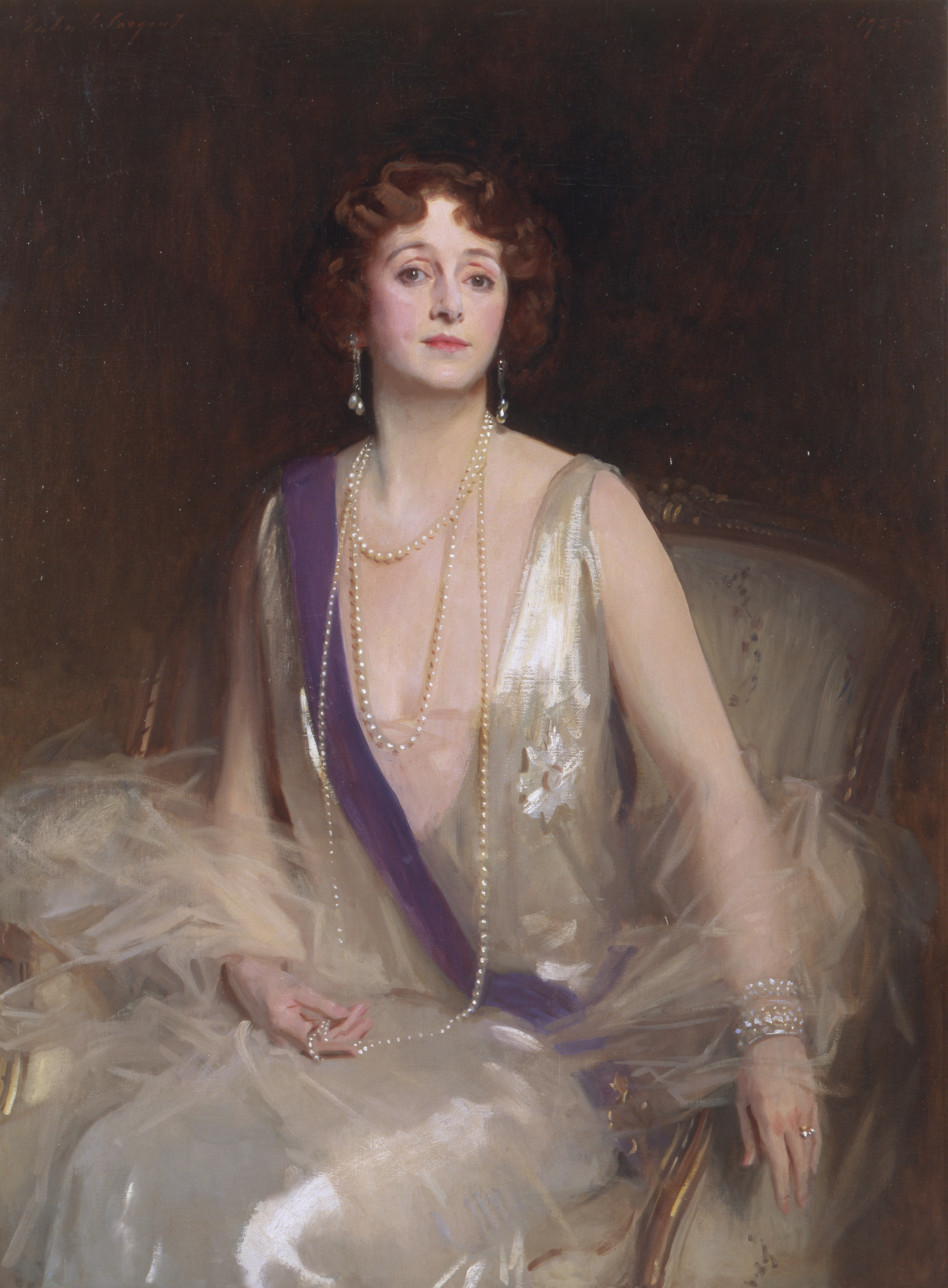
John Singer Sargent: Grace Curzon, Marchioness Curzon of Kedleston, 1925

Grace Elvina Curzon, Marchioness Curzon of Kedleston (geborene Grace Elvina Hinds, * 14. April 1879 in Decatur, Alabama; † 27. Mai 1958 in London) war eine US-amerikanisch-britische High-Society-Lady.

## Leben

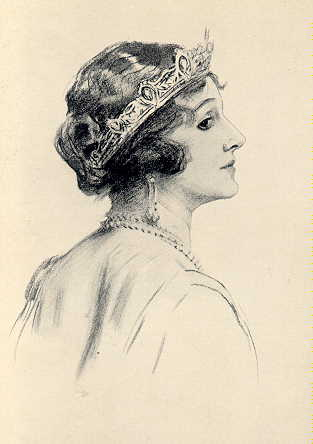
John Singer Sargent: Grace Curzon, Marchioness Curzon of Kedleston, 1925

Grace Elvina war die Tochter von Joseph Monroe Hinds, US-Botschafter in Brasilien, und seiner Ehefrau Lucy Trillia. Sie besuchte das renommierte Mädchenpensionat Miss Porter’s School in Farmington, Connecticut. Im Jahr 1897 heiratete die erst 18-jährige Grace den Großgrundbesitzer und Kultur-Attaché Alfred Hubert Duggan aus Buenos Aires. Aus der gemeinsamen Ehe gingen zwei Söhne, Alfred Leo und Hubert, und die Tochter Grace Lucille hervor.
Nach dem Tod ihres Mannes († 1915) zog sie mit ihren Kindern nach England, wo sie rasch als High Society-Lady in der Londoner Gesellschaft aufstieg. Dort lernte die wohlhabende Witwe den britischen Politiker George Curzon, 1. Marquess Curzon of Kedleston kennen, dieser trennte sich im Jahr 1916 von seiner langjährigen Lebensgefährtin und bekannten Schriftstellerin Elinor Glyn. Am 2. Januar 1917 heirateten beide in London, die Ehe galt durch die Kinderlosigkeit als nicht glücklich. Sie hatte mehrere außereheliche Affären – darunter mit Sir Oswald Mosley, dem Ehemann ihrer Stieftochter Cynthia Blanche. Anfang der 1920er Jahre trennte sich das Ehepaar und sie lebte im Londoner Stadthaus bis zu ihrem Tode.
Am 2. Januar 1922 wurde sie im Rahmen der New Year Honours zur Dame Grand Cross des Order of the British Empire ernannt. Sie wurde damit für ihr humanitäres Engagement im Ersten Weltkrieg, unter anderem für das Britische Rote Kreuz und die Soldiers & Sailors Families Association, geehrt.
Grace Curzon wurde mehrfach porträtiert, darunter 1916 von Philip Alexius de László und 1925 von John Singer Sargent. Dieses 129,22 mal 92,39 Zentimeter große Ölgemälde ist Sargents letztes Porträt in Öl und wurde 1936 vom Currier Museum of Art in Manchester (New Hampshire) erworben.
1955 veröffentlichte sie bei Hutchinson in London den Memoirenband Reminiscences.

## Auszeichnungen
- Dame Grand Cross of the Order of the British Empire (1922)[2]

## Werk
- Grace Elvina Trillia Hinds Curzon, Marchioness Curzon: Reminiscences., London, Hutchinson, 1955. OCLC 1490215